# Honky
Honky (рус. белый) — девятый студийный альбом американской сладж-метал-группы Melvins, который был издан в 1997 году на лейбле Amphetamine Reptile Records.

## Об альбоме
Honky широко признаётся наиболее экспериментальным альбомом группы. Это первый альбом, изданный после окончания контракта с Atlantic. Он содержит смесь традиционного для Melvins рок-звучания, дроуна и нехарактерных для группы электронных вещей. Последний трек «In the Freaktose the Bugs are Dying» содержит более 25 минут тишины.
Это последний альбом с участием басиста Марка Дьютрома. Во вступительном треке «They All Must Be Slaughtered» приняла участие вокалистка Кэт Бьелланд из группы Babes in Toyland.

### Видеоклипы
В 1997 году был опубликован клип на песню «Mombius Hibachi».

## Список композиций
| №   | Название                                    | Длительность |
| --- | ------------------------------------------- | ------------ |
| 1.  | «They All Must Be Slaughtered»              | 8:17         |
| 2.  | «Mombius Hibachi»                           | 1:58         |
| 3.  | «Lovely Butterfly»                          | 2:10         |
| 4.  | «Pitfalls in Serving Warrants»              | 3:36         |
| 5.  | «Air Breather Deep in the Arms of Morphius» | 12:12        |
| 6.  | «Laughing with Lucifer at Satan's Sideshow» | 2:16         |
| 7.  | «How --++--»                                | 3:26         |
| 8.  | «Harry Lauders Walking Stick Tree»          | 3:17         |
| 9.  | «Grin»                                      | 4:11         |
| 10. | «In the Freaktose the Bugs Are Dying»       | 5:23         |

## Над альбомом работали

### Участники группы
- Базз Осборн — гитара, вокал
- Дейл Кровер — ударные
- Марк Дьютром — басс

### Приглашённые музыканты
- Кэт Бьелланд — вокал
- Мак Мэнн — пианино, колокольчики, синтезатор
- Дэвид Скотт Стоун — тарелки, осциллятор

### Прочие
- Джо Барреси — звукорежиссура, микшеринг
- Райан Бойш — звукорежиссура
- Маки Осборн — дизайн обложки альбома, фото группы